# بوكيمون شانل
بوكيمون شانل (بالإنجليزية: Pokémon Channel)‏ (باليابانية: ポケモンチャンネル ～ピカチュウといっしょ！～)، هي لعبة فيديو من تطوير ستوديو أمباريلا اليابانية، ومن نشر ذا بوكيمون كومباني التابعة للشركة الأم نينتندو، صدرت في الأسواق سنة 2004.